# Emily (Buchreihe)
Emily ist eine  Kinderbuch-Reihe von Liz Kessler. Es sind fünf Bände erschienen.

## Romane
Die 13-jährige Emily Windfang ist ein Mädchen, das sich im Wasser zum Meermädchen verwandelt.
- Emilys Geheimnis
- Emilys Abenteuer
- Emilys Entdeckung
- Emilys Rückkehr
- Emilys Reise
- Emilys Bestimmung

## Personenbeschreibung
Emily Windfang: Halbmeerjungfrau, 13 Jahre alt, rotbraune Haare, braune Augen, lebt auf der geheimen Insel „Rundum“ im Bermudadreieck, mutig, neugierig, freundlich,
Shona Seidenflosse: Meerjungfrau, 12 Jahre alt, blonde Haare, braune Augen, lebt im Schiffriff, ist Emilys beste Freundin, freundlich, stur

## Ausgaben

### Bücher
- Liz Kessler: Emilys Geheimnis. Mit Illustrationen von Eva Schöffmann-Davidov. S. Fischer Verlag. Frankfurt 2004.
- Liz Kessler: Emilys Abenteuer. Mit Illustrationen von Eva Schöffmann-Davidov. S. Fischer Verlag. Frankfurt 2005.
- Liz Kessler: Emilys Entdeckung. Mit Illustrationen von Eva Schöffmann-Davidov. S. Fischer Verlag. Frankfurt 2007.
- Liz Kessler: Emilys Rückkehr. Mit Illustrationen von Eva Schöffmann-Davidov. S. Fischer Verlag. Frankfurt 2010.
- Liz Kessler: Emilys Reise. Mit Illustrationen von Eva Schöffman-Dadidov. S. Fischer Verlag. Frankfurt 2014.

### Hörbücher
- Emilys Entdeckung. Gelesen von Christina Drechsler, Der Audio Verlag (DAV), Berlin, 2007, ISBN 978-3-89813-664-8 (Lesung, 2 CDs, 149 Min.)
- Emilys Abenteuer. Gelesen von Wanda Kosmala, Der Audio Verlag (DAV), Berlin, 2007, ISBN 978-3-89813604-4 (Lesung, 2 CDs, 151 Min.)
- Emilys Rückkehr. Gelesen von Josefine Preuß, Der Audio Verlag (DAV), Berlin, 2010, ISBN 978-3-89813959-5 (Lesung, 2 CDs, 156 Min.)
- Emilys Reise. Gelesen von Laura Maire, Der Audio Verlag (DAV), Berlin, 2014, ISBN 978-3862313471 (Lesung, 4 CDs, 316 Min.)

### Hörspiele
- Emilys Geheimnis. Gesprochen von Céline Vogt und Horst Mendroch, Der Audio Verlag (DAV), Berlin, 2005, ISBN 978-3-89813424-8 (Hörspiel, 1 CD, 51 Min.)